# Joachim Hamann
Joachim Hamann (* 18. Mai 1913 in Kiel; † 13. Juli 1945 in Heikendorf) war ein deutscher Kriminalkommissar und SS-Sturmbannführer (1945). Er leitete während des Holocausts in Litauen das sogenannte „Rollkommando Hamann“, dessen Taten im Jäger-Bericht enthalten sind.

## Leben
Hamann war von Beruf Drogist und während der Weltwirtschaftskrise zeitweise arbeitslos. Zum 1. Februar 1932 trat er der NSDAP bei (Mitgliedsnummer 958.322). Nach 1933 kam er über die Polizei zur Stapo-Leitstelle Berlin und 1940 zum von SS-Standartenführer Karl Jäger geführten Einsatzkommando 3 (EK3) der von SS-Brigadeführer Walter Stahlecker geleiteten Einsatzgruppe A.
Sein „Rollkommando Hamann“ (litauisch: Hamanno skrajojantis būrys) ermordete einen großen Teil der jüdischen Bevölkerung Litauens: „Als Führer eines Zuges litauischer Hilfskräfte beteiligte er sich an mindestens 62 Massakern, denen etwa 60.000 Juden zum Opfer fielen.“ Von Stubenkameraden wurde der Zugführer als ‚fanatischer Judenhasser‘ geschildert, der geglaubt habe, ‚mit diesen Maßnahmen eine Pflicht seinem Volk gegenüber‘ erfüllt zu haben.”
Später war Hamann im Reichssicherheitshauptamt (RSHA) als Referent der Abteilung A3 „Rechte Opposition“ tätig (SS-Nummer 314.267). Nach Kriegsende, am 13. Juli 1945, beging Hamann Suizid.

## Rollkommando Hamann
Für das Rollkommando Hamann rekrutierte Joachim Hamann auf Befehl von Franz Walter Stahlecker mit Einverständnis von Karl Jäger zunächst 8 Mitglieder aus dessen Einsatzkommando. Die Zusammensetzung des Kommandos wechselte, bestand im Kern jedoch aus Hamann, seinem Stellvertreter Helmut Rauca, weniger als 10 anderen deutschen und je nach Bericht 50 bis 58 Mitgliedern, die er aus einer litauischen Einheit auswählte. Das Rollkommando hatte keine permanente Struktur, sondern wurde für die einzelnen Einsätze zusammengerufen.
Hamann beauftragte jeweils die örtlichen Polizeikräfte, die Opfer zu konzentrieren, den Tatort auszuwählen und vorzubereiten und die nötigen Hilfskräfte zusammenzuziehen. Erst dann rückte, meist aus Kaunas, eine Abteilung des Rollkommandos an und führte die Exekutionen durch (siehe Einsatz in Litauen).
Von Ende Juni bis Anfang Oktober 1941 ermordete das Kommando mit Unterstützung litauischer Kräfte fast die gesamte jüdische Bevölkerung der litauischen Landgemeinden (Panevėžys, Ukmergė, Zarasai, Kėdainiai, Kaišiadorys, Utena, Marijampolė, Jonava, Raseiniai, Alytus, Žagarė u. a.). Zwischen Juli und August 1941 ermordete das Rollkommando außerdem 9102 Juden im Ghetto von Daugavpils, Lettland.